# Estany de Can Màxim
L'estany de Can Màxim és un estany originat en el sot deixat per una antiga activitat extractiva, que es troba totalment naturalitzat i presenta hàbitats d'elevat interès. Està situat al municipi de Sant Joan de les Abadesses, a 890 m d'altitud, i té una superfície 0,34 Ha.
Es tracta d'un espai encara poc estudiat, però que pot tenir un interès remarcable, especialment per les seves comunitats algals i per la seva fauna d'invertebrats, quiròpters i ictiològica. Es troba en un entorn molt poc humanitzat i desproveït d'impactes. L'estany està situat molt a la vora de la casa de can Màxim i està envoltat de vessants força abruptes i en procés d'erosió, que van colmatant progressivament l'estany. Hi ha rètols que informen del risc de despreniments. Els vessants estan ocupats a la part superior per una pineda de pi roig, però la part inferior es troba molt poc revegetada i s'hi observa encara alguna cova o galeria oberta. L'accés a l'estany és molt dificultós, fins i tot per a la fauna salvatge, ja que hi ha una tanca que impedeix l'accés a la zona i a més els vessants són molt abruptes i inestables.
Pel que fa a la vegetació, l'estany presenta diversos hàbitats interessants, com canyissars, bogars de Typha angustifolia, i jonqueres, amb Scirpus holoschoenus, Juncus bufonius, etc. Hi apareixen també alguns salzes dispersos. El sobreeixidor de l'estany presenta també una vegetació interessant, amb abundants algues caròfites dins les aigües, i equisets i comunitats de molses als marges.
Pel que fa a la fauna, la zona és interessant per les seves poblacions de peixos, amfibis i invertebrats aquàtics. També pot ser utilitzada com a punt d'abeurament per la fauna salvatge. Probablement presenta comunitats de quiròpters interessants, afavorides per l'entorn forestal i la presència de cavitats als vessants que envolten l'estany.
No es detecten elements que estiguin afectant negativament l'espai, tret dels processos de colmatació provocats pels despreniments naturals dels vessants.